# Automobiles Léo
Automobiles Léo est une marque d'automobile française disparue, dont les automobiles étaient fabriquées par la société Léon Lefebvre.

## Production

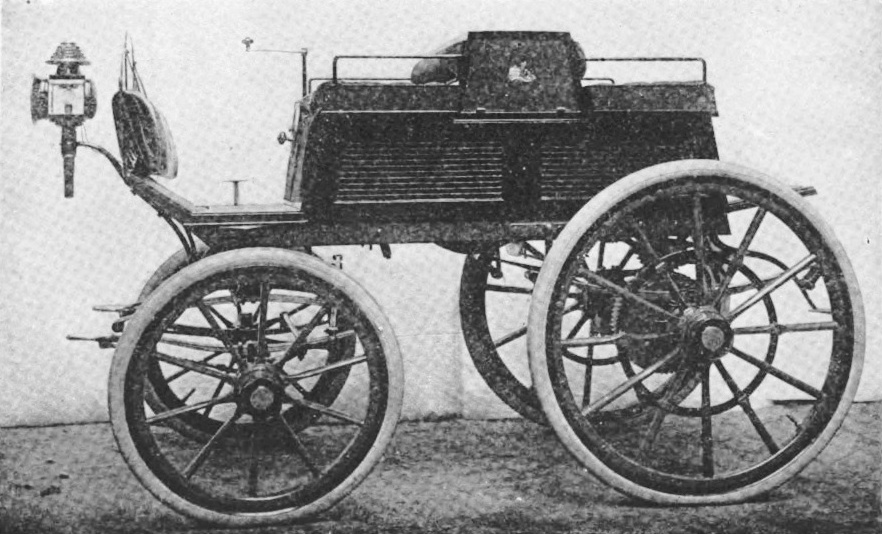
Léo 3 CV Pygmée (1896)

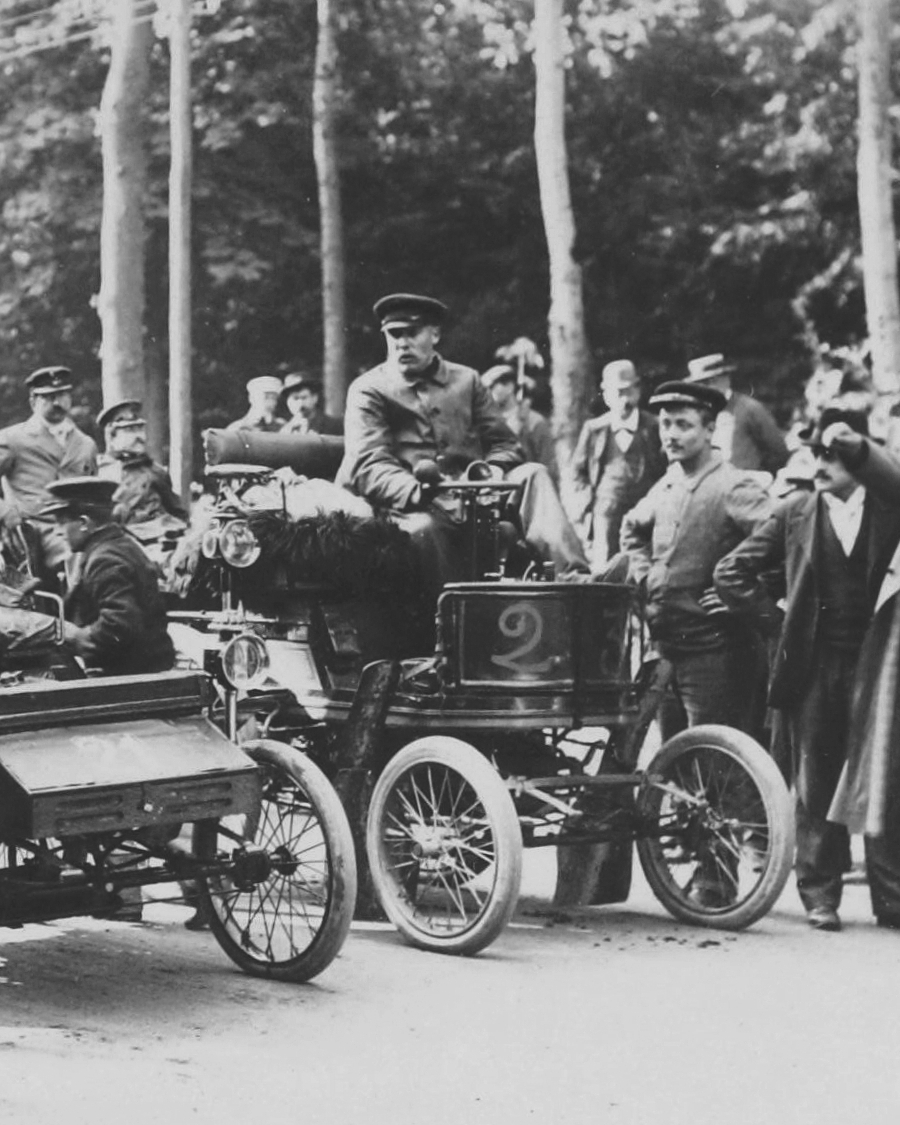
Léo 6 CV (1899) Paris-Boulogne, Lefébvre, nombre 23.

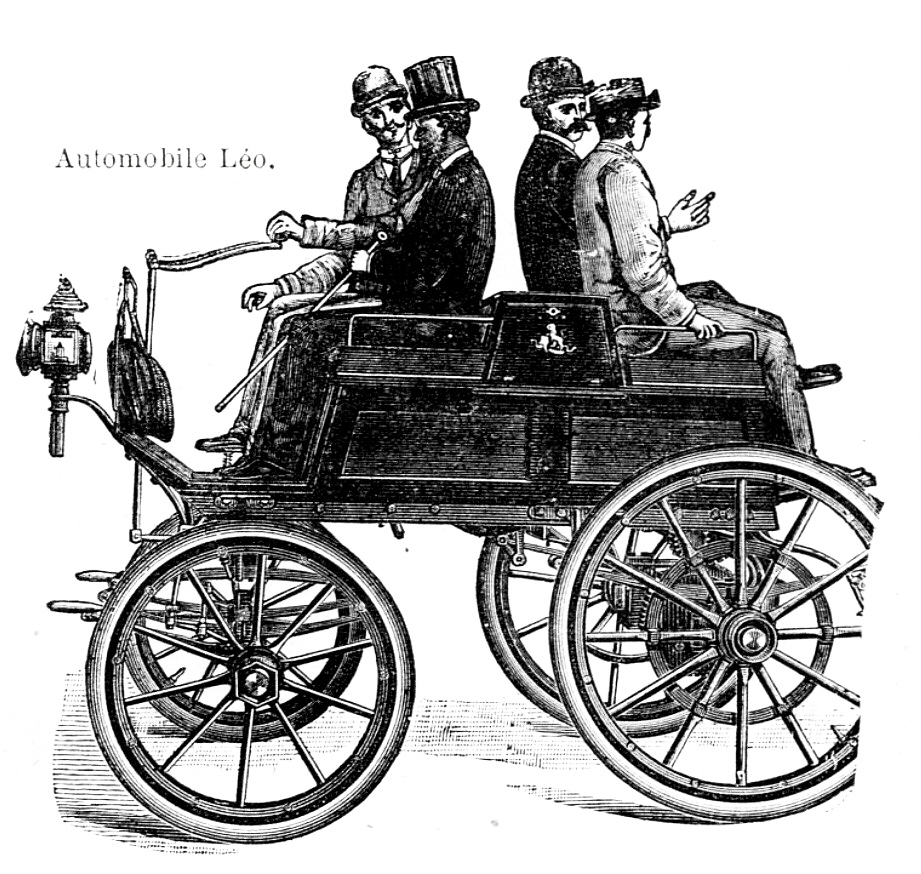
Automobiles Léo (1896).

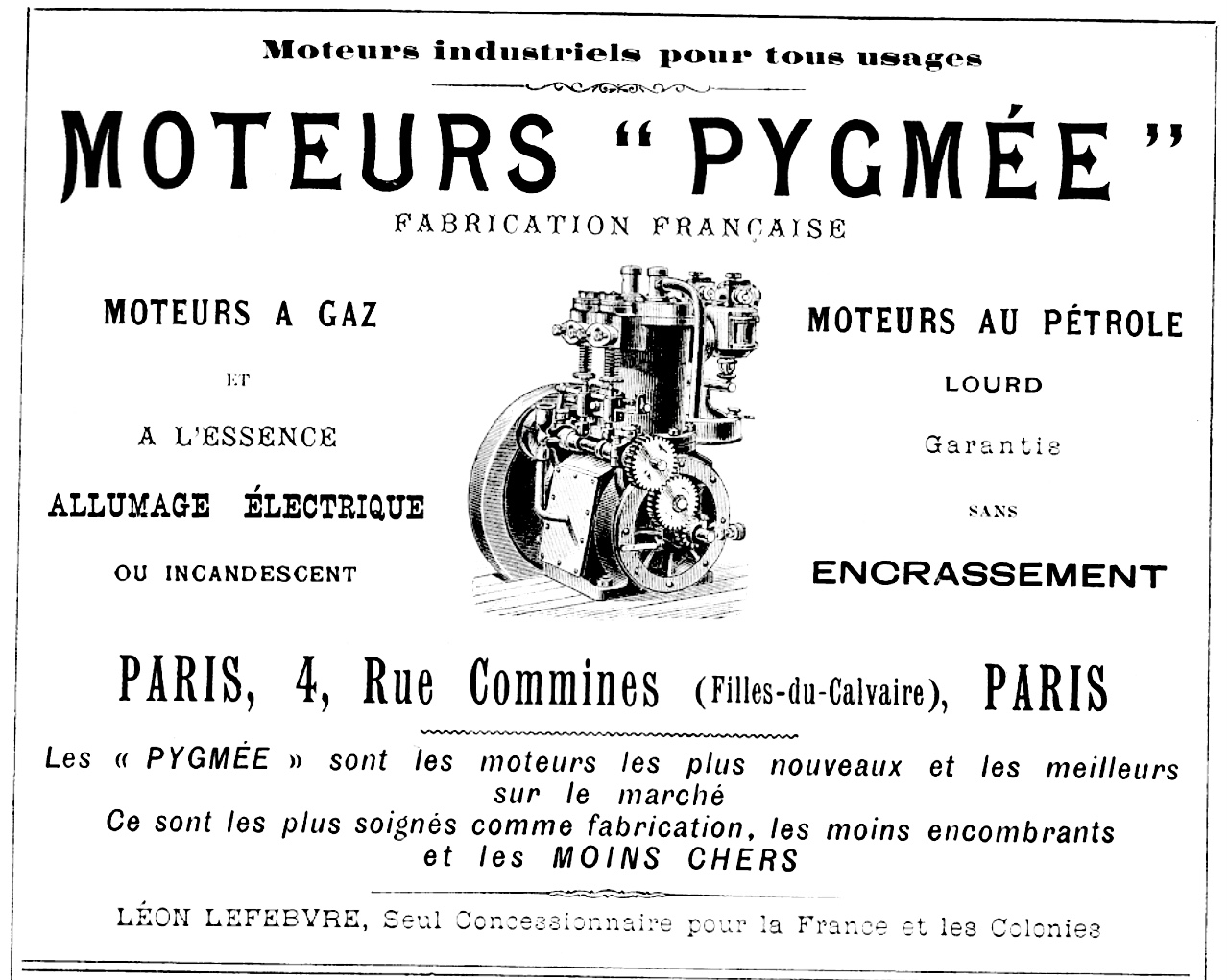
Moteur Pygmée (1895).

L’entreprise Léon Lefèbvre de Paris au 4 rue Commines développe des automobiles en 1895. La production ne commence qu’en 1897. Les véhicules sont commercialisés sous le nom de Léo. À partir de 1896, deux modèles sont proposés, équipés de moteurs bicylindres de chez Pygmée. La puissance du moteur était de 3 ch ou 6 ch et était transmise à l’essieu moteur par des courroies.